# Makiko Kikuta
Makiko Kikuta (菊田 真紀子?, Kikuta Makiko; Fujioka, 24 ottobre 1969) è una politica giapponese, membro del Partito Costituzionale Democratico del Giappone.

## Biografia
Nata a Fujioka il 24 ottobre del 1969, ha iniziato la sua carriera elettorale a 25 anni, come membro del consiglio comunale della città di Kamo, nella prefettura di Niigata. La sua prima elezione a livello nazionale è stata alle elezioni parlamentari del 2003. Viene poi rieletta nel 2005 e nel 2009. Inoltre, nel 2010 è stata nominata segretaria parlamentare degli affari esteri nel governo di Naoto Kan.
Nel 2012 si sposa con Shinichi Iida, il quale lavorava al ministero degli affari esteri. Nelle elezioni parlamentari dello stesso anno ha perso il seggio nel suo collegio elettorale, ma ha mantenuto un seggio grazie al sistema proporzionale. Nel 2014 perde nuovamente le elezioni, anche se con una differenza minore.
Nel 2017 è stata rieletta sempre come rappresentante della quarta circoscrizione della prefettura di Niigata. Nel 2018 è entrata a far parte del Partito Costituzionale Democratico del Giappone dopo che il suo vecchio partito, il Partito Democratico del Giappone, venne unito con altri diversi partiti di opposizione.
Si candida inoltre per un settimo mandato alle elezioni del 2021, dove vince. La sera delle elezioni suo marito muore per un'emorragia subaracnoidea, all'età di 54 anni.